# هيو دانيال
هيو دانيال (بالإنجليزية: Hugh Daniel)‏ هو مهندس أمريكي، ولد في 19 أبريل 1962 في شيكاغو في الولايات المتحدة، وتوفي في 3 يونيو 2013 في باسيفيكا في الولايات المتحدة.